# 米哈伊尔·舍列梅特
米哈伊尔·谢尔盖耶维奇·舍列梅特（羅馬化：Mikhail Sergeyevich Sheremet，羅馬化：Mykhaylo Serhiyovych Sheremet；1971年5月23日）是一位俄罗斯和前乌克兰政治人物，自2016年10月5日起担任国家杜马议员和国家杜马能源委员会成员。此前，他曾于2014年至2016年担任克里米亚部长会议第一副主席。